# Boudewijn (proost)
Boudewijn (midden elfde eeuw) was proost van het kapittel van de Sint-Donaaskerk in Brugge.

## Levensloop
Over deze Boudewijn is weinig bekend, behalve dat hij als tweede proost van Sint-Donaas fungeerde, na Wibertus.
Boudewijn was een veelgebruikte voornaam in de familie van de graaf van Vlaanderen. Het is dus niet uitgesloten dat het om iemand uit die familie ging.
Het is waarschijnlijk dat hij rond 1060 Wibertus opvolgde en dit tot in 1066. Die tweede datum intrigeert, omdat Boudewijn VI van Vlaanderen in 1067 zijn vader Boudewijn V van Vlaanderen aan het hoofd van het graafschap opvolgde. Zou hij het kunnen zijn die als niet-clericus dit proostschap uitoefende?